# Lassie
Pour les articles ayant des titres homophones, voir Lassi, Lassy et Lacy.
Lassie est une chienne colley créée par Eric Knight dans son roman de 1940, Lassie, chien fidèle (Lassie Come-Home). De nombreux films et séries télévisées s'en sont inspirés.
Le premier film adapté du roman est Fidèle Lassie (Lassie Come Home), sorti en 1943, le dernier en date Lassie : La Route de l'aventure sorti en 2020.
Dans la série Lassie, tournée de 1954 à 1974, l'animal a plusieurs propriétaires. D'abord Jeff et Timmy des fermiers, puis plus tard le ranger Corey et vers la fin de la série, elle continue son chemin toute seule, sans maître régulier.
Dans les années 1970, Lassie est l'héroïne d'une série d'animation intitulée Lassie (Lassie's Rescue Rangers), éditée en VHS en France sous le titre Les Aventures de Lassie.
Le premier chien qui interpréta le rôle de Lassie se nommait Pal (en). Son propriétaire, qui n'arrivait pas à le dresser, engagea les frères Weatherwax, fondateurs de « Weatherwax Trained Dogs », pour le faire. Comme il ne put payer la facture, Pal devint la propriété de Rudd Weatherwax (en) et de son frère Frank Weatherwax (en).
Il a, avant sa mort, été croisé avec de nombreuses femelles et est donc le père de nombreux chiots ; neuf de ses descendants directs lui succédèrent. Les autres furent adoptés.
Tous les chiens qui ont interprété Lassie étaient des mâles car les femelles perdent leur fourrure une fois dans l'année, ce qui pouvait compromettre les tournages.
La célébrité de Lassie a atteint un tel niveau qu'elle possède une étoile sur le fameux Hollywood Walk of Fame. Avec trois autres chiens, Rintintin, Uggie et Strongheart, elle fait partie des quatre acteurs animaux à être honorés de la sorte.

## Films
- 1943 : Fidèle Lassie (Lassie Come Home) réalisé par Fred M. Wilcox
- 1945 :  Le Fils de Lassie (Son of Lassie) réalisé par S. Sylvan Simon
- 1946 : Le Courage de Lassie (Courage of Lassie) réalisé par Fred M. Wilcox
- 1948 : Le Maître de Lassie (Hills of home) réalisé par Fred M. Wilcox
- 1949 : Lassie perd et gagne (The Sun Comes Up) de Richard Thorpe
- 1949 : Le Défi de Lassie (Challenge to Lassie) réalisé par Richard Thorpe
- 1951 : La Revanche de Lassie (The Painted Hills) réalisé par Harold F. Kress
- 1978 : La Magie de Lassie  (The Magic of Lassie) réalisé par Don Chaffey
- 1994 : Lassie : Des amis pour la vie (Lassie Best Friends Are Forever) réalisé par Daniel Petrie
- 2005 : Lassie, réalisé par Charles Sturridge
- 2020 : Lassie : La Route de l'aventure (en) (Lassie Come Home) réalisé par Hanno Olderdissen[4]
- 2023 : Lassie – Ein neues Abenteuer (de) réalisé par Hanno Olderdissen[5]

## Séries télévisées
- 1954-1973 : Lassie
- 1972-1973 : Lassie (Lassie's Rescue Rangers) : série américaine produite par Filmation,  éditée en français dans une collection de VHS mais inédite à la télévision.
- 1989-1992 : Les Nouvelles Aventures de Lassie (en) (The New Lassie)
- 1996 : Meiken Rasshi (en) : série d'animation japonaise produite par Nippon Animation.
- 1997-1999 : Lassie (en)
- 2014 : Lassie (The New Adventures of Lassie) : série franco-indienne en 26 épisodes réalisée par Jean-Christophe Roger et diffusée entre autres sur TF1.